# A1 Team Switzerland
L'A1 Team Switzerland (o Svizzera) è stata la squadra svizzera nell'A1 Grand Prix, un campionato internazionale di automobilismo.
La squadra ha partecipato ad un totale di 28 gare, vincendo la gara sprint al Dubai Autodrome nel Campionato 2005-06 e laureandosi vicecampione del mondo nella stessa stagione.

## Proprietari
Il proprietario dell'A1 Team Switzerland è l'ex-pilota svizzero Max Welti. Il team francese DAMS si occupa della preparazione della vettura.

## Piloti
Il pilota principale del team è Neel Jani. Altri piloti si sono alternati, principalmente in ruoli di collaudatore o per apparizioni sporadiche in gara. In particolare sono stati impiegati Giorgio Mondini nella stagione 2005-06 e Sébastien Buemi nel Campionato 2006-07.

## Campionato 2005/06
Il team ha concluso il Campionato 2005-06 al 2º posto con 121 punti conquistati. La Svizzera ha ottenuto con Neel Jani una sola vittoria, conquistata nella gara sprint disputata sul tracciato di Dubai. Ciononostante la grande costanza di rendimento ha valso alla squadra rossocrociata l'ottima posizione finale in campionato.

## Campionato 2006/07
Il team è impegnato anche nella stagione 2006-07. Nelle prime due gare, disputate sui tracciati di Zandvoort e Brno, il pilota titolare è stato Sébastien Buemi. Il pilota ha ottenuto però soltanto risultati mediocri, con l'ottavo posto nella gara feature di Zandvoort come miglior piazzamento. Il team nutriva molte aspettative nel ritorno di Jani dalla gara di Pechino, ma il pilota venitreenne ha ottenuto soltanto un nono posto nella gara sprint, per poi ritirarsi a causa di problemi ai freni nei giri iniziali della feature. L'A1 Team Switzerland è attualmente al tredicesimo posto in classifica con 4 punti.